# Тузлански кантон
Тузлански кантон је један од кантона кантон у саставу Федерације Босне и Херцеговине. Седиште кантона се налази у Тузли.
Службени језици су бошњачки језик, хрватски језик и српски језик, док су остали дозвољени у комуникацији и у настави.

## Назив
Првобитни назив кантона је био Тузланско-подрињски кантон. Такав назив је одређен у првом уставу из 22. августа 1994. године. Такав назив је остао приликом усвајања новог устава 19. јуна 1997. године, да би амандманом донетог 26. фебруара 1999. године био промењен у данашњи назив.

## Политика
Тузлански кантон има своју скупштину (35 посланика) и владу. Тренутни премијер је Ирфан Халилагић из СДА, док је председник скупштине Жарко Вујовић из Социјалдемократа БиХ.
Премијер кантона се првобитно звао председник кантона и бирала га је скупштина на 2 године, док се сад премијер бира на 4 године.
Тузлански кантон има своје општинске судове и кантонални суд. Пред кантоналним судом се води жалбени процес одлука општинских судова и првостепени поступак за ствари које нису у надлежности општинских судова.
Тузлански кантон се дели на следеће општине: Бановићи, Добој Исток, Калесија, Кладањ, Сапна, Сребреник, Теочак, Челић и градове: Градачац, Живинице, Грачаница Лукавац, Тузла

## Становништво
Већинско становништво кантона, као и свих његових општина, чине Бошњаци.
|                      | 2013.            | 1991.             |
| Укупно               | 445 028 (100,0%) | 502 418 (100,0%)  |
| Бошњаци              | 392 356 (88,16%) | 334 843 (66,65%)1 |
| Хрвати               | 23 592 (5,301%)  | 39 846 (7,931%)   |
| Босанци              | 8 027 (1,804%)   | –                 |
| Срби                 | 7 058 (1,586%)   | 83 268 (16,57%)   |
| Неизјашњени          | 3 444 (0,774%)   | –                 |
| Муслимани            | 2 839 (0,638%)   | –                 |
| Роми                 | 2 821 (0,634%)   | –                 |
| Босанци и Херцеговци | 2 302 (0,517%)   | –                 |
| Остали               | 992 (0,223%)     | 10 151 (2,020%)   |
| Непознато            | 763 (0,171%)     | –                 |
| Албанци              | 409 (0,092%)     | –                 |
| Југословени          | 151 (0,034%)     | 34 310 (6,829%)   |
| Турци                | 66 (0,015%)      | –                 |
| Црногорци            | 65 (0,015%)      | –                 |
| Македонци            | 54 (0,012%)      | –                 |
| Словенци             | 51 (0,011%)      | –                 |
| Православци          | 27 (0,006%)      | –                 |
| Украјинци            | 11 (0,002%)      | –                 |

1. 1 На пописима од 1971. до 1991. Бошњаци су пописивани углавном као Муслимани.